# Peter Kronen
Peter Kronen (* 2. Juli 1881 in Bonn; † 28. Januar 1960 in Bad Godesberg) war ein deutscher Politiker (SPD).

## Leben
Nach dem Besuch der Elementarschule wurde Peter Kronen an einem kaufmännischen Bildungsinstitut ausgebildet. Nach einigen Jahren der Tätigkeit als Kaufmann arbeitete er als Eisenbahner. In dieser Eigenschaft absolvierte er Bildungsreisen nach Afrika, Amerika, England, Schweden und Holland.
Im Jahr 1919 hatte er den Posten eines Feldeisenbahn-Unterassistenten in Köln inne.
Von Februar 1919 bis Juni 1920 gehörte er als Vertreter von den „im Osten stehenden Truppenverbänden“ der Weimarer Nationalversammlung als Abgeordneter der Sozialdemokratischen Partei an. Im Unterschied zur großen Mehrheit der Abgeordneten der Nationalversammlung war Kronen nicht im Januar 1919 bei Wahlen in Deutschland, sondern – wie auch Paul Rodemann – am 2. Februar 1919 bei speziellen Wahlen der zu dieser Zeit noch infolge des Ersten Weltkrieges in Osteuropa stehenden deutschen Besatzungstruppen gewählt worden.